# Horní Hbity
Horní Hbity jsou vesnice, část obce Jablonná v okrese Příbram ve Středočeském kraji. Nachází se asi dva kilometry jihovýchodně od Jablonné. Vesnicí protéká Vápenický potok. Vesnicí prochází silnice II/118. Je zde evidováno 55 adres. V roce 2011 zde trvale žilo 96 obyvatel.
Horní Hbity jsou také název katastrálního území o rozloze 3,28 km².

## Historie
První písemná zmínka o vesnici pochází z roku 1325.

## Přírodní poměry
Severně od vesnice leží přírodní památka Jablonná – mokřad. Stejným směrem, ale blíže, těsně za okrajem zástavby a silnicí II/118 se nachází chráněná skupina osmi památných dubů letních. Východně od vsi vtéká Chobotský potok, tekoucí severně od Horních Hbit, do Vápenického potoka, tekoucího jižně od vsi. Výše zmíněný Chobotský potok navíc napájí Chobotský rybník v severní části katastru, blíže Jablonné. Jižně od vsi se tyčí vrch Divák (jeho vrchol je již na katastru Horní Líšnice), z jehož severních svahů a od staré polní cesty se naskýtají výhledy na Horní Hbity okolí.

## Obyvatelstvo
| Rok            | 1869 | 1880 | 1890 | 1900 | 1910 | 1921 | 1930 | 1950 | 1961 | 1970 | 1980 | 1991 | 2001 | 2011 | 2021 |
| -------------- | ---- | ---- | ---- | ---- | ---- | ---- | ---- | ---- | ---- | ---- | ---- | ---- | ---- | ---- | ---- |
| Počet obyvatel | 319  | 296  | 307  | 292  | 283  | 237  | 231  | 141  | 134  | 121  | 92   | 80   | 98   | 96   | 116  |
| Počet domů     | 46   | 47   | 46   | 47   | 47   | 50   | 48   | 47   | 47   | 35   | 30   | 43   | 47   | 49   | 50   |

## Obecní správa
Při sčítání lidu v letech 1850–1869 Horní Hbity byly osadou obce Hbity v okrese Příbram. V letech 1880–1889 byly osadou obce Dolní Hbity v okrese Příbram. V letech 1890–1964 byly samostatnou obcí v okrese Příbram. Od 14. června 1964 jsou částí obce Jablonná v okrese Příbram.